# Kamionka (jezioro w województwie pomorskim)
Kamionka (kaszb. Jezoro Kamionka) – jezioro rynnowe w Polsce położone w województwie pomorskim, w powiecie kartuskim, w gminie Stężyca na obszarze Pojezierza Kaszubskiego, między miejscowościami Stare Czaple i Nowe Czaple.
Ogólna powierzchnia: 17,5 ha